# Marc Farry
Marc-Antoine Farry est un golfeur français né le 3 juillet 1959 à Paris. Il est devenu golfeur professionnel en 1979. Il joue sur le Tour européen et le Challenge Tour avant de rejoindre l'European Senior Tour (en) en 2009.

## Victoires

### Tour Européen (1)
| No. | Date         | Tournoi                | Score           | Avance | Poursuivant   |
| --- | ------------ | ---------------------- | --------------- | ------ | ------------- |
| 1   | 23 juin 1996 | BMW International Open | –12 (65-67=132) | 1 coup | Richard Green |

### Tour Européen Sénior (2)
| No. | Date            | Tournoi                 | Score              | Avance  | -                 |
| --- | --------------- | ----------------------- | ------------------ | ------- | ----------------- |
| 1   | 13 juin 2010    | Handa Irish Senior Open | −10 (67-70-69=206) | 2 coups | Ross Drummond     |
| 2   | 11 octobre 2010 | Cannes Mougins Masters  | −9 (69-65-73=207)  | 2 coups | Gordon Brand, Jnr |